# NDTV 24x7
NDTV 24x7 est une chaîne de télévision de nouvelles et d'actualité en langue anglaise diffusée 24 heures/24 basée à New Delhi, en Inde,. Sa rédactrice en chef est Nidhi Razdan.

## Histoire
NDTV 24x7 a été fondée par le groupe NDTV, un groupe médiatique indien détenu par l'homme d'affaires Prannoy Roy. La chaîne a été créée pour fournir une couverture en continu des informations et des événements actuels en Inde et dans le monde.

## Activités
NDTV 24x7 propose une large gamme de programmes d'information, notamment des journaux télévisés, des émissions d'actualité, des documentaires et des talk-shows. La chaîne est connue pour sa couverture impartiale des événements actuels.

## Diffusion
NDTV 24x7 est diffusée dans le monde entier via le satellite et le câble. La chaîne est également disponible en ligne via son site Web et son application mobile.